# Austrocidaria callichlora
Austrocidaria callichlora là một loài bướm đêm trong họ Geometridae.